# رسکو
رسکو (انگلیسی: Resco) شرکت نرم‌افزار در اسلواکی است، که در سال ۱۹۹۹ توسط رادومیر وزار، ادوارد کرچنر، و مارسل سافا تأسیس شد. تا سال ۲۰۱۴ با بیش از یک میلیون کاربر و ۴۰۰۰ کمپانی توسعه یافت. شرکت رسکو در زمینه توسعه نرم‌افزارهای موبایل و CRM فعالیت می‌کند. محصولات این شرکت به کاربران امکان می‌دهند تا به صورت آفلاین و از راه دور به داده‌های CRM و دسترسی به برنامه‌های مورد نیازشان دسترسی داشته باشند.

## اولین محصولات رسکو
- Resco Explorer :

به عنوان کاوشگر فایل، مدیر وظیفه، مرورگر شبکه، کاوشگر ftp، زیپ و نمایشگر با پشتیبانی محدود از شبکه های اجتماعی کار می کرد. اولین نسخه در سال 2001 منتشر شد.
- Photo Manager :

دومین اپلیکیشن این شرکت بود که برای اولین بار در سال 2003 منتشر شد.
- Resco Radio :

در سال 2006 منتشر شد.
- Resco Keyboard Pro :

این برنامه برای تمام شرکت هایی بود که کارفرمایان آنها از دستگاه های Windows Mobile برای کار استفاده می کردند.
- Resco's Mobile games :

در سال 2002 ساخته شد. چندین بازی مانند بازی جدول کلمات متقاطع منطقی Resco WordGame، تلفیقی از فوتبال و اسنوکر Resco xBall و موارد دیگر توسط Resco برای کاربران آورده شده است.